# VV Elinkwijk in het seizoen 1969/70
Het seizoen 1969/1970 was het 16e en laatste jaar in het bestaan van de Utrechtse betaaldvoetbalclub Elinkwijk. De club kwam uit in de Eerste divisie en eindigde daarin op de vierde plaats. Tevens deed de club mee aan het toernooi om de KNVB beker, hierin werd in de kwartfinale verloren van FC Twente (0–2). Na het seizoen fuseerde de club met de andere Utrechtse betaaldvoetbalclubs DOS en Velox tot FC Utrecht.

## Wedstrijdstatistieken

### Eerste divisie
|       | Blauw-Wit | FC Den Bosch '67 | SC Cambuur | D.F.C. | Excelsior | Fortuna | Fortuna SC | De Graafschap | Helmond Sport | Heracles | HVC   | RCH   | Veendam | Vitesse | Volendam | De Volewijckers | Willem II |
| ----- | --------- | ---------------- | ---------- | ------ | --------- | ------- | ---------- | ------------- | ------------- | -------- | ----- | ----- | ------- | ------- | -------- | --------------- | --------- |
| Thuis | 0 – 0     | 2 – 1            | 2 – 0      | 3 – 1  | 0 – 2     | 2 – 0   | 2 – 1      | 2 – 1         | 0 – 0         | 1 – 1    | 4 – 1 | 3 – 1 | 3 – 0   | 5 – 1   | 0 – 2    | 2 – 1           | 1 – 3     |
| Uit   | 2 – 1     | 1 – 0            | 2 – 1      | 1 – 2  | 3 – 1     | 1 – 2   | 0 – 0      | 0 – 0         | 4 – 1         | 0 – 0    | 0 – 0 | 1 – 2 | 2 – 4   | 0 – 1   | 1 – 1    | 1 – 1           | 0 – 3     |

### KNVB beker
| 1e ronde                                             | Elinkwijk                       | 1 – 0 (0 – 0)       | N.E.C.                                  |
| 19 oktober 1969 Plaats: Utrecht Amsterdamsestraatweg | Jan Groenendijk 71'             |                     |                                         |
| 2e ronde                                             | Elinkwijk                       | 1 – 0 Na verlenging | Willem II                               |
| 1 maart 1970 Plaats: Utrecht Amsterdamsestraatweg    | Jan Groenendijk 112'            |                     |                                         |
| 3e ronde                                             | De Graafschap                   | 1 – 2 (0 – 0)       | Elinkwijk                               |
| 12 april 1970 Plaats: Doetinchem De Vijverberg       | Theo van Londen 70'             |                     | 74' Serry Nieuwhoff 84' Jan van Tamelen |
| Kwartfinale                                          | FC Twente                       | 2 – 0 (0 – 0)       | Elinkwijk                               |
| 22 april 1970 Plaats: Enschede Het Diekman           | Ferry Pirard 49' Antal Nagy 89' |                     |                                         |

## Statistieken Elinkwijk 1969/1970

### Eindstand Elinkwijk in de Nederlandse Eerste divisie 1969 / 1970
| Stand | Gespeeld | Gewonnen | Gelijk | Verloren | Punten | Doelpunten voor | Doelpunten tegen |
| ----- | -------- | -------- | ------ | -------- | ------ | --------------- | ---------------- |
| 4e    | 34       | 17       | 9      | 8        | 43     | 52              | 35               |

### Topscorers
| #      | Naam                 | Goal |
| ------ | -------------------- | ---- |
| 1.     | Jan Groenendijk      | 23   |
| 2.     | Dick Teunissen       | 9    |
| 3.     | Jan Blaauw           | 4    |
| 4.     | Kees van Kooten      | 3    |
| 5.     | Tonny van der Linden | 2    |
| 5.     | Cees Loffeld         | 2    |
| 5.     | Leen van de Merkt    | 2    |
| 5.     | Serry Nieuwhoff      | 2    |
| 5.     | Erwin Sparendam      | 2    |
| 10.    | Ries Coté            | 1    |
| 10.    | Hans van Huissteden  | 1    |
| 10.    | Armand Monsanto      | 1    |
| Totaal | Totaal               | 52   |

| #      | Naam            | Goal |
| ------ | --------------- | ---- |
| 1.     | Jan Groenendijk | 2    |
| 2.     | Serry Nieuwhoff | 1    |
| 2.     | Jan van Tamelen | 1    |
| Totaal | Totaal          | 4    |

## Voetnoten
Blauw-Wit ·
FC Den Bosch '67 ·
Cambuur ·
D.F.C. ·
Elinkwijk ·
Excelsior ·
Fortuna SC ·
Fortuna ·
De Graafschap ·
Helmond Sport ·
Heracles ·
HVC ·
RCH ·
Veendam ·
Vitesse ·
Volendam ·
De Volewijckers ·
Willem II